# Lista de personagens de The Last of Us

Ellie e Joel, os dois personagens principais do jogo eletrônico The Last of Us.

The Last of Us é um jogo eletrônico de ação-aventura e sobrevivência desenvolvido pela Naughty Dog e publicado pela Sony Computer Entertainment. Na história, os jogadores controlam Joel, um homem encarregado de escoltar uma adolescente chamada Ellie através de um Estados Unidos pós-apocalíptico em uma tentativa de encontrar uma cura para a infecção da qual a menina é imune. A relação entre os dois protagonistas serviu de base para todo o desenvolvimento do jogo.
Joel é o principal personagem jogável, porém os jogadores assumem o controle de Ellie durante um curto período da história. Os dois protagonistas encontram em sua jornada vários outros personagens: Tess, uma sobrevivente próxima de Joel; Marlene, líder do grupo miliciano Vaga-Lumes; Bill, um sobrevivente que fortificou sua própria cidade; Henry e Sam, dois irmãos de Pittsburgh; Tommy, o irmão mais novo de Joel que construiu seu próprio assentamento junto com sua esposa Maria; e David, líder de um grupo de canibais. Além deles, Sarah, a filha de Joel, aparece durante o prólogo da história enquanto Riley, a melhor amiga de Ellie, aparece no pacote de conteúdo para download The Last of Us: Left Behind.
A equipe da Naughty Dog desenhou as aparências dos personagens, com o diretor de criação Neil Druckmann sendo o roteirista de suas personalidades e maneirismos. Os atores receberam grande liberdade para improvisarem falas e definir a personalidade de seus respectivos papéis, realizando simultaneamente os trabalhos de captura de movimento para seus personagens. Vários personagens foram influenciados pela progressão da história, tornando-se por fim completamente diferentes de suas concepções originais. A relação dos personagens, particularmente Joel e Ellie, foi muito elogiada e as atuações do elenco receberam diversos prêmios, incluindo dois BAFTA Video Game Awards e um DICE Award.

## Concepção

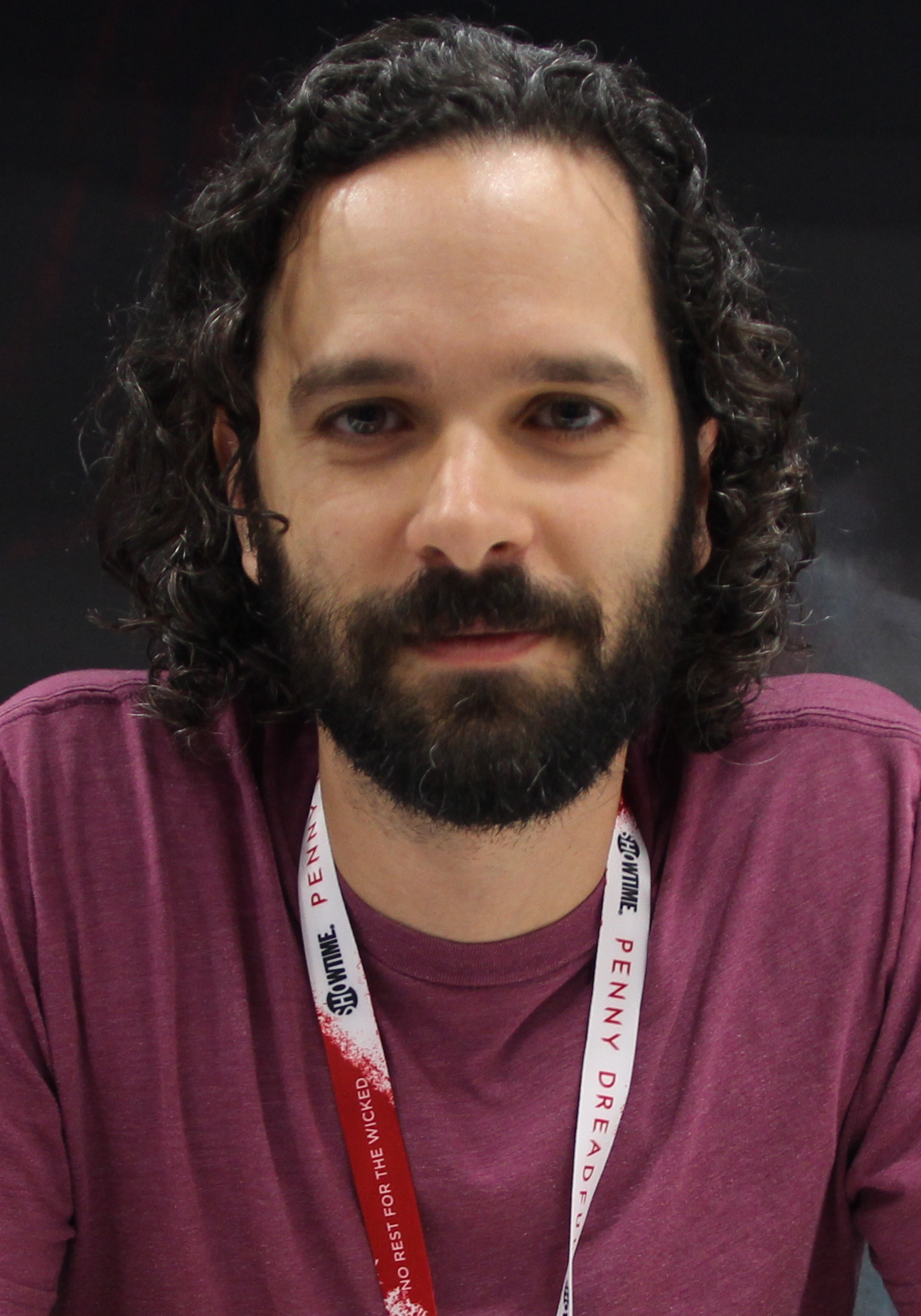
Druckmann trabalhou em The Last of Us como diretor de criação e roteirista.

A relação entre Joel e Ellie foi o foco central do desenvolvimento de The Last of Us. O diretor de criação Neil Druckmann escreveu o roteiro do jogo focando-se particularmente na interação dos dois protagonistas. A equipe rapidamente percebeu durante o desenvolvimento que a atriz Ashley Johnson encaixava-se para o papel de Ellie, porém passaram mais tempo selecionando um ator para interpretar Joel já que a química entre os dois era imperativa para a história. Os desenvolvedores perceberam que Troy Baker encaixava-se como Joel depois dele realizar um teste junto com Johnson, mesmo com o ator sendo mais jovem que o personagem. Baker e Johnson contribuíram muito para o desenvolvimento de seus papéis. Por exemplo, o ator convenceu o diretor de que Joel se importaria com Tess por causa de sua solidão, enquanto a atriz convenceu Druckmann a reescrever Ellie de maneira mais forte e defensiva. Alguns dos diálogos entre a dupla foram improvisados pelo elenco; o diretor afirmou que isso se deu pelo fato do roteiro incluir uma quantidade grande de falas durante as seções de jogabilidade, com ele permitindo que os atores escolhessem aquilo que achavam necessário. Desde a concepção a equipe desejava que The Last of Us tivesse dois protagonistas com arcos de história individuais fortes. As interações entre os personagens foram inspiradas pela relação de Nathan Drake com Tenzin em Uncharted 2: Among Thieves, que por sua vez foi inspirada pelo jogo Ico. Os protagonistas representam os dois períodos vistos na história: Joel o mundo antes do surto do Cordyceps, tendo passado a maior parte de sua vida durante essa era, enquanto Ellie o mundo pós-apocalipse, tendo nascido com civilização já devastada. Enquanto o primeiro está emocionalmente ferido pela perda que passou no passado, a segunda mantém uma visão otimista da vida por ter se acostumado com o mundo destruído; o tempo em que dois passaram juntos fizeram essas qualidades se sobreporem, com Joel ficando mais jovial e Ellie aprendendo habilidades de sobrevivência.
As interpretações foram gravadas usando principalmente tecnologia de captura de movimento; aproximadamente 85% das animações do jogo foram obtidas com captura de movimento, com os elementos restantes de áudio sendo posteriormente gravados em um estúdio de som. A equipe sentiu que o mundo pós-apocalíptico e o gênero de sobrevivência lhes deram a oportunidade de desenvolver melhor seus personagens. Os desenvolvedores se inspiraram em seu trabalho na série Uncharted e usaram no desenvolvimento de The Last of Us seu conhecimento de parelhar personagens com jogabilidade e história. Eles também se inspiraram em romances como The Road de Cormac McCarthy e City of Thieves de David Benioff, além do filme No Country for Old Men, percebendo que todos incluíam personagens memoráveis. O diretor de jogo Bruce Straley afirmou: "Podemos fazer que você como jogador sinta mais do que é realmente existir dentro de um mundo onde toda bala conta e cada passo que você dá é uma escolha consciente que pode fazer ou quebrar sua existência". A equipe também achou que as "pressões do mundo" lhes permitiram desenvolver melhor seus personagens, com a pressão forçando os personagens a tomarem decisões interessantes e assim permitindo um melhor desenvolvimento.

## Protagonistas

### Joel

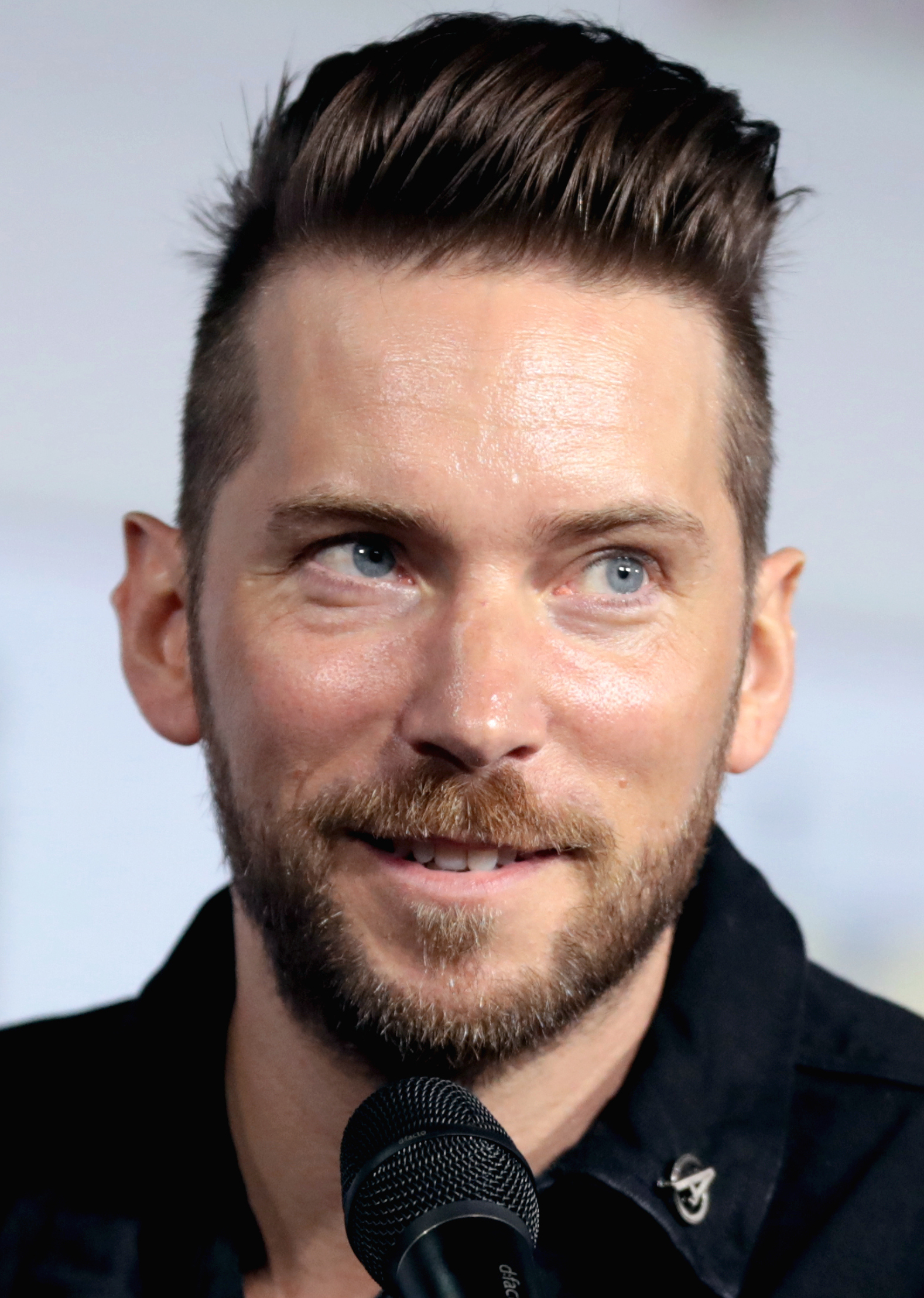
A equipe escolheu Baker como Joel por causa de sua voz e movimentos.

Joel (Troy Baker), o principal personagem jogável de The Last of Us. Originalmente do Texas, Joel estava com quase trinta anos quando o surto de Cordyceps ocorreu. Ele fugiu junto com seu irmão Tommy e sua filha Sarah, porém eles se envolveram em um tiroteio com um soldado em que a menina foi mortalmente ferida, morrendo nos braços do pai e deixando-o traumatizado. Joel fez o que foi preciso para sobreviver nos anos que se seguiram. Ele tornou-se um sobrevivente endurecido, forte física e mentalmente, devido todos os anos passados dentro do mundo pós-apocalíptico e por remoer a morte de Sarah. Joel possui um estilo de luta brutal e é capaz de defender-se sozinho.
Vinte anos depois, Joel é um contrabandista na zona de quarentena de Boston junto com sua parceira Tess. Os dois caçam um antigo associado querendo recuperar sua mercadoria roubada, porém são encarregados por Marlene, líder do grupo miliciano Vaga-Lumes, de escoltar uma menina chamada Ellie até um ponto de encontro no capitólio da cidade. No caminho eles descobrem que a menina é imune a infecção. Ao chegarem em seu destino, Tess revela que foi mordida por um Infectado e ordena que Joel encontre Tommy para poder continuar sua missão. Ele inicialmente é curto e grosso com Ellie, porém começa a amolecer à medida que a jornada progride. Isto é externalizado quando Joel, após ter pedido para seu irmão assumir seu lugar e levar a menina até o Colorado, muda de ideia e decide acompanhá-la por todo o caminho. O laço entre os dois fica mais forte quando Joel é gravemente ferido e depois resgata Ellie de um grupo de canibais. Ele consegue entregá-la aos Vaga-Lumes em Salt Lake City, porém recusa-se a deixá-la morrer durante uma cirurgia que irá abrir seu cérebro à procura da cura para a infecção. Joel mata Marlene para garantir que não serão seguidos, mentindo para Ellie ao dizer que os médicos foram incapazes de encontrar uma cura. Ela depois o confronta sobre os eventos, porém ele garante que tudo que contou era verdade.
A equipe desenhou a aparência física de Joel para tentar deixá-lo "flexível o bastante" a fim de lhe permitir parecer tanto um "operador impiedoso no submundo de uma cidade em quarentena" quanto uma "figura paterna carinhosa para Ellie". Seu visual tinha a intenção de evocar "Americana rural", fazendo referências aos valores de auto-suficiência e ingenuidade ao enfrentar sofrimento e privação. Druckmann inicialmente escreveu Joel se inspirando na interpretação de Josh Brolin do personagem Llewelyn Moss em No Country for Old Men, que ele via como "bem quieto, bem frio sob pressão". Entretanto, a interpretação de Baker foi de uma pessoa mais emocional e isso fez o personagem evoluir de um jeito diferente. A narrativa por fim tornou-se uma exploração sobre o quanto um pai está disposto a salvar uma criança; Joel inicialmente está disposto a se sacrificar, evoluindo para estar disposto a sacrificar seus amigos até finalmente sentir que estaria disposto a sacrificar toda a humanidade para salvar Ellie.
Druckmann sentiu que os jogadores, particularmente pais, poderiam simpatizar com Joel e sua aproximação de Ellie. Baker acredita que Joel descobriu a moralidade no decorrer da narrativa, conseguindo trabalhar a diferença entre perda e sacrifício, com sua verdadeira personalidade transparecendo. O diretor de criação ficou intrigado pelos jogadores que passaram a discutir a moralidade do personagem, distinguindo-o em vilão ou herói; Druckmann achava que Joel era "uma pessoa complexa que tomou decisões boas e ruins", porém permitiu uma interpretação aberta. Baker leu uma frase no perfil do personagem ao fazer o teste para Joel que dizia que este ainda tinha "algumas linhas morais restantes para cruzar", algo que se tornou o "ponto de ancoragem" do personagem para o ator. Ele teve grandes dificuldades para filmar o prólogo, que tinha cenas de Joel com sua filha Sarah, interpretada por Hana Hayes. Druckmann assistiu as imagens feitas no primeiro dia de gravação e sentiu que elas poderiam ser melhoradas. O diretor explicou ao ator como interpretar a cena quando foram gravá-la novamente, sentido que o resultado fora o melhor até então. Apesar de Baker inicialmente ter achado sua tomada muito "mecânica", ele retroativamente percebeu que antes estava tentando impressionar o público com sua atuação e que isso "não era o que a cena precisava".

### Ellie

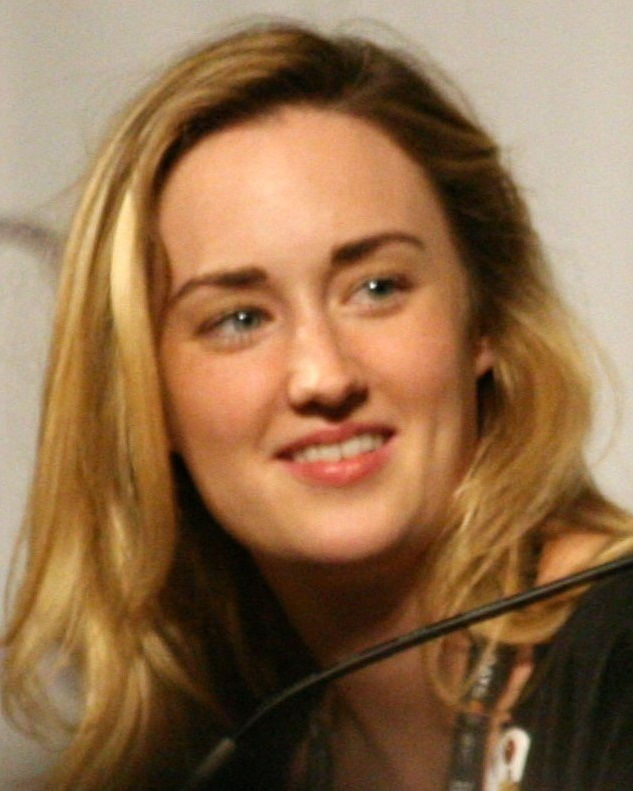
Johnson ficou animada em interpretar Ellie por achar que jogos eletrônicos raramente possuíam personagens femininas fortes.

Ellie (Ashley Johnson), uma órfã de catorze anos e a personagem jogável secundária de The Last of Us, uma das poucas personagens a nunca ter conhecido o mundo antes da infecção. Muito de sua história pregressa é revelada na série limitada de quadrinhos The Last of Us: American Dreams e no conteúdo para download The Last of Us: Left Behind.
Ellie consegue sobreviver à mordida de um Infectado, sendo colocada aos cuidados de Joel para ser escoltada até os Vaga-Lumes. Ela inicialmente fica incomodada pela severidade dele, porém aos poucos começa a sentir um forte ligação. Joel é seriamente ferido e Ellie passa cuidar dele durante o inverno, quase sendo assassinada por um grupo de canibais e ficando introvertida como resultado. Joel consegue entregá-la aos Vaga-Lumes, descobrindo-se que ela tem a mutação do Cordyceps crescendo em seu cérebro, algo que pode ser usado para criar uma vacina; entretanto, a cirurgia para retirar o fungo muito provavelmente irá matá-la. Joel invade a sala de cirurgia e resgata Ellie. Ele depois mente afirmando que os Vaga-Lumes haviam encontrado muitas outras pessoas imunes porém foram incapazes de produzir uma cura. Ellie confronta Joel sobre a história, exigindo saber a verdade, porém ele jura que tudo que contou era verdade.
A equipe achou que era "crítico" estabelecer a aparência física de Ellie; eles sentiram que a personagem precisava parecer jovem o bastante a fim de sua relação com Joel ser crível, mas velha o bastante para que ela também fosse crível como uma adolescente engenhosa capaz de sobreviver. Druckmann comentou que a inspiração para Ellie como um elemento de jogabilidade veio de conversas com Straley enquanto trabalhavam em Uncharted 2: Among Thieves sobre uma personagem muda que convocaria os jogadores a segui-la, criando uma "linda" relação apenas por meio da jogabilidade. Este conceito acabou nunca entrando no jogo final, porém a ideia voltou quando a equipe estava discutindo The Last of us, por fim inspirando Ellie. O diretor de criação também descreveu o jogo como uma história da chegada à idade adulta para a personagem, em que esta passa a adotar as qualidades de uma sobrevivente. Ela é mostrada beijando sua amiga Riley em Left Behind, com Druckmann confirmando que a personagem é homossexual.

## Coadjuvantes

### Marlene
Marlene (Merle Dandridge), a líder dos Vaga-Lumes, um grupo miliciano contra autoridades das zonas de quarentena. Ela foi encarregada pela mãe de Ellie de cuidar de sua filha, porém a menina apenas a conheceu anos depois. Ela é ferida em Boston e se oferece para recompensar Joel e Tess com um grande carregamento de armas em troca que eles escoltem Ellie para fora da zona de quarentena. Marlene reencontra Joel em um hospital de Salt Lake City, onde cientistas realizam testes na menina. Ela revela que Ellie será operada, algo que certamente irá resultar em sua morte; Joel discorda do procedimento, luta contra os soldados Vaga-Lumes e resgata a garota. Marlene tenta impedir que ele escape, insistindo que levar Ellie embora apenas irá adiar sua morte em favor de uma mais brutal e que ela ajudará a desenvolver uma cura para a infecção. Joel ignora os pedidos e atira em Marlene na barriga. Esta implora por sua vida, porém ele a executa com um tiro na cabeça a fim de garantir que ninguém irá atrás dele.
O objetivo dos desenvolvedores para o desenho físico de Marlene era que ela tivesse um visual "capaz e no controle", ao mesmo tempo transmitindo compaixão, para que assim os jogadores acreditassem que ela realmente se importa com Ellie. Dandridge achou que a personagem era complexa, acreditando que ela "quer fazer a melhor coisa para o bem maior", porém os eventos em sua vida fizeram com que sua posição moral se tornasse confusa. Apesar da atriz considerar pessoalmente que Marlene é fundamentalmente uma pessoa "boa", Dandridge também achou que a ambiguidade moral dos personagens era um grande contribuidor para o interesse em suas humanidades. A atriz também gostou de atuar com captura de movimento, comparando a técnica com o teatro.

### Tess

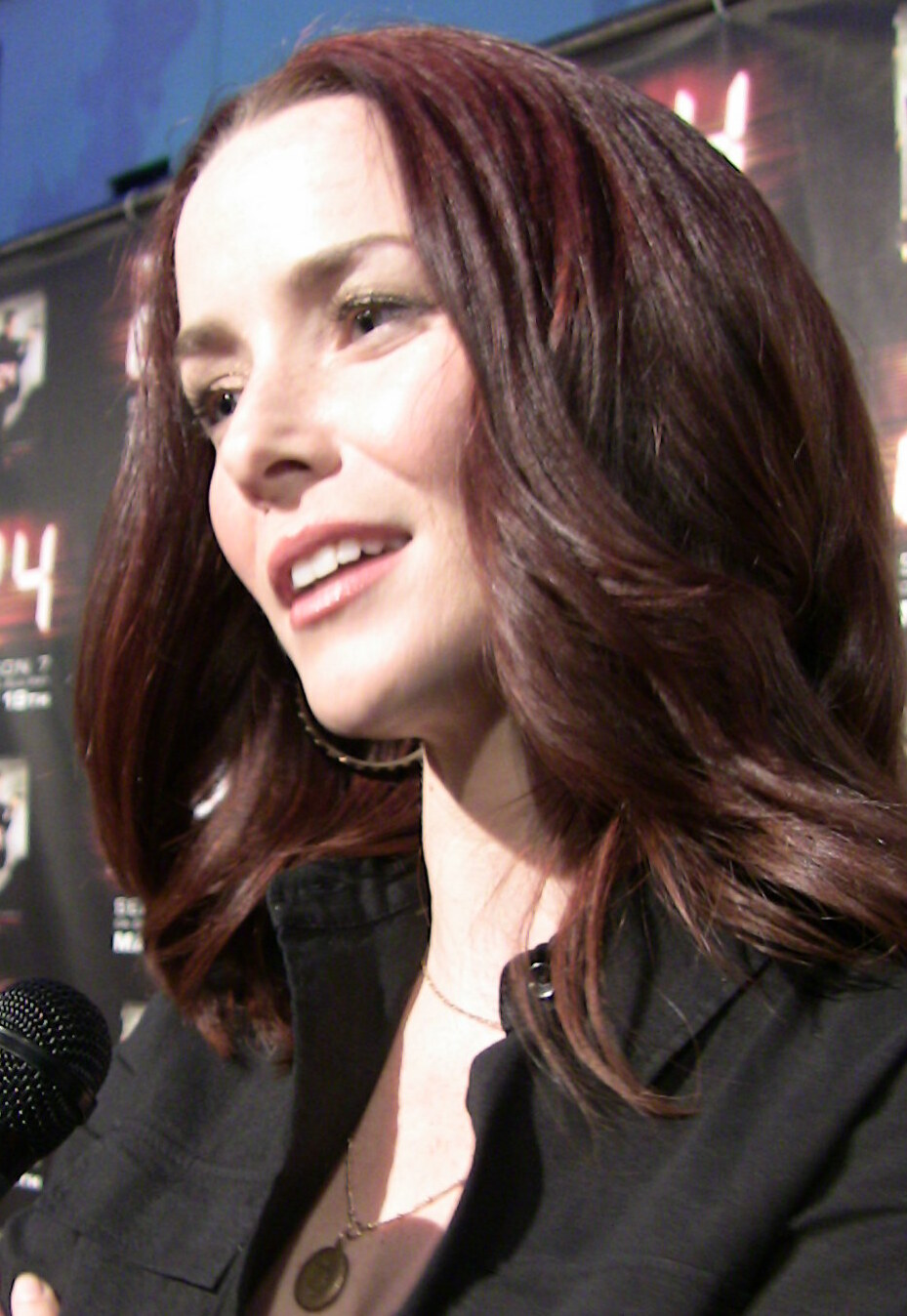
Wersching ficou impressionada pela inclusão de personagens femininas únicas no jogo.

Tess (Annie Wersching), a parceira de contrabando de Joel. Os dois caçam seu antigo associado Robert à procura de seu carregamento roubado de armas, recebendo de Marlene a oferta de terem as mercadorias devolvidas com um bônus caso concordem em levar Ellie para fora da zona de quarentena até o capitólio de Boston. Tess e Joel conseguem chegar em seu destino, porém descobrem que os Vaga-Lumes que deveriam encontrar foram todos assassinados. Joel insiste para retornarem para casa, porém Tess revela que foi mordida por um Infectado. Ela manda seu parceiro encontrar Tommy a fim de entregar Ellie para os Vaga-Lumes, permanecendo para trás com o objetivo de cobrir sua fuga. Tess é morta por soldados no tiroteio resultante antes que pudesse ser transformada em uma Infectada.
A equipe queria que a aparência física de Tess fosse um visual "forte e capaz", com os desenvolvedores lutando para adicionar um elemento de força com a intenção de sugerir que ela talvez fosse mais impiedosa que Joel. Tess originalmente seria a principal antagonista de The Last of Us, perseguindo Joel durante um ano até um último confronto em que seria morta por Ellie. Entretanto, a equipe achou difícil de acreditar que Tess antagonizaria Joel por tanto tempo; isto foi resolvido ao ajustar a história de maneira significativa. Wersching ficou impressionada pelo roteiro e a habilidade de Druckmann para escrever personagens femininas fortes. O diretor sempre evitou influências externas, como a representação de mulheres na mídia, ao escrever as personagens femininas do enredo como Tess e Ellie, querendo criar sua própria história.

### Tommy
Tommy (Jeffrey Pierce), o irmão mais novo de Joel. Ele escapou junto com Joel e Sarah em seu carro depois do surto inicial da infecção, passando a defender o irmão e a sobrinha depois de baterem em um caminhão. Joel e Tommy inicialmente sobreviveram juntos após a morte de Sarah, porém suas visões diferentes e os modos de Joel fizeram com que os dois se afastassem e Tommy entrasse para os Vaga-Lumes. Ele ficou desiludido com o grupo e também os abandonou, construindo um assentamento perto de uma usina hidrelétrica no Wyoming com a ajuda de sua esposa Maria. Joel chega no assentamento muitos anos depois. Tommy inicialmente recusa-se a assumir os cuidados de Ellie, porém concorda em escoltá-la até Marlene depois de perceber o quanto o irmão se importa com a menina e não confia em si mesmo para protegê-la. Entretanto, Ellie confronta Joel sobre Sarah e ele muda de ideia, acompanhando-a na jornada. Tommy promete que os dois sempre serão bem-vindos em seu assentamento.
Os desenvolvedores desejavam que a aparência física de Tommy lembrasse Joel "em estatura e robustez", porém que também expressasse sua abordagem compassiva sobre o mundo. Apesar de Tommy compartilhar a "masculinidade saibrosa" de Joel, ele também tem uma gentileza que falta para o irmão. Pierce originalmente fez teste para o papel de Joel; a equipe imediatamente contatou o ator quando precisaram escolher alguém para interpretar Tommy, já que tinham ficado impressionados por seu teste. Baker sentiu que sua química com Pierce ajudou na representação realista da relação entre seus respectivos personagens.

### Bill
Bill (William Earl Brown), um parceiro de negócios de Joel e Tess. Ele é um homem paranoico e desconfiado que vive sozinho em uma cidade altamente fortificada e repleta de armadilhas. Joel vai atrás de Bill na esperança que este pague uma dívida ao consertar um carro para que Joel e Ellie possam continuar sua viagem até Tommy, porém Bill insiste que o único carro com uma bateria funcionando está localizado em uma parte inexplorada da cidade. Os três conseguem chegar na escola local, porém descobrem que a bateria sumiu. Eles escapam de hordas de Infectados e vão parar em uma casa abandonada, descobrindo que Frank, ex-parceiro de Bill, se suicidou ao se enforcar. É revelado que os dois tiveram um desentendimento e Frank planejou escapar da cidade usando o carro de Bill. Eles conseguem ligar o carro, com Joel expressando simpatia pelo que ocorreu entre Frank e Bill. Este responde meramente afirmando que a dívida foi paga e mandando que nunca mais voltem para a cidade.
A aparência de Bill foi desenhada para refletir praticidade em vez de auto-expressão; a maioria de suas roupas e equipamentos também podem ser usados como ferramenta de sobrevivência. Bill em certo momento é revelado como homossexual. Druckmann inicialmente deixou isso vago no roteiro, porém foi inspirado a alterar algumas falas para refletir mais a sexualidade do personagem após uma leitura conjunta do roteiro. O diretor explorou o conceito de afirmações contraditórias para poder deixar Bill mais interessante; apesar do personagem afirmar que se apegar a pessoas diminui suas chances de sobrevivência, é revelado que o próprio já teve um parceiro com quem realmente se importava. O papel de Bill na história também era dar voz às preocupações de Joel sobre escoltar Ellie, já que Joel nunca comenta sobre o assunto; Druckmann falou que "O motivo de ter Bill lá é para Bill poder realmente falar isso para Joel, e avisar Joel sobre a questão". Sam Einhorn da GayGamer.net sentiu que a revelação sobre a sexualidade de Bill "adicionava ao personagem ... sem tokenizá-lo". A associação norte-americana GLAAD nomeou Bill como um dos "personagens LGBT mais intrigantes de 2013", descrevendo-o como "profundamente falho mas totalmente único".

### Henry e Sam
Henry (Brandon Scott) e Sam (Nadji Jeter), dois irmãos que Joel e Ellie encontram enquanto tentam escapar de um grupo de caçadores em Pittsburgh. Assim como Joel, Henry é um sobrevivente experiente e os dois decidem se juntar já que ambos estão à procura dos Vaga-Lumes. As duas duplas trabalham juntas para sobrepujarem os bandidos protegendo a saída da cidade, com eles escapando para uma torre de rádio abandonada nos subúrbios. Lá, Joel e Henry compartilham seu amor por motocicletas, porém Sam fica de mau humor e introvertido, particularmente depois de uma conversa com Ellie sobre morte e os Infectados. É revelado no dia seguinte que Sam foi mordido na fuga dos subúrbios, atacando Ellie e forçando Henry a matá-lo. Este fica tomado pela dor e culpa pela morte do irmão, cometendo suicídio em seguida.
Tanto as aparências físicas quanto o comportamento de Henry e Sam foram pensados para refletir Joel e Ellie; a mochila e os jeans usados por ambas as duplas refletem sua semelhança física, enquanto a semelhança de comportamento vinha do fato que eles eram forçados a tomar decisões difíceis com o passar do tempo. Após Scott ter sido escolhido para interpretar Henry, a equipe apenas lhe mostrou alguns esboços artísticos do jogo e evitou dar detalhes específicos sobre a história. O ator gostou de fazer o papel, particularmente pelo fato de ter recebido permissão para introduzir elementos de sua própria personalidade: "Você não precisa planejar [as pequenas nuances] ... porque você pode apenas ser o personagem". Ele também achou que gravar a voz e as ações do personagem ao mesmo tempo era "excitante" e útil. Os desenvolvedores sentiram que as ações de Henry eram dedicadas à proteção de Sam, com Scott tendo introduzido esse elemento de dedicação. Druckmann afirmou que a relação dos irmãos era um espelho da de Joel e Ellie. Ellie foi vista pela equipe como uma mentora para Sam. Johnson comentou que Sam estava "genuinamente assustado", admirando essa diferença significativa em relação aos outros personagens da história.

### David

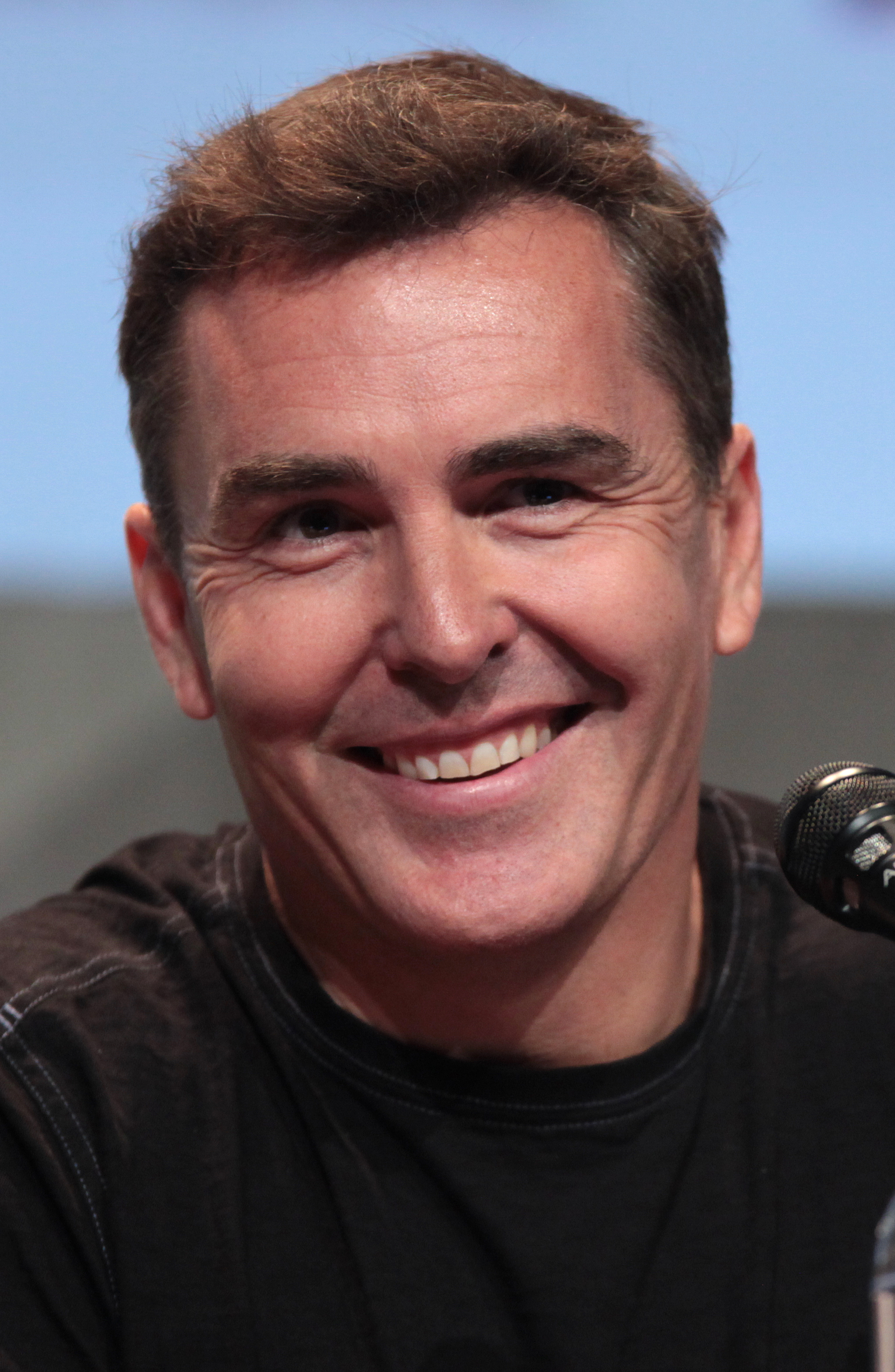
North anteriormente trabalhou na série Uncharted, também desenvolvida pela Naughty Dog.

David (Nolan North), o líder de um grupo de canibais que Ellie encontra enquanto protege Joel durante o inverno. David inicialmente se passa por um caçador e se oferece para trocar com Ellie um cervo por penicilina, que Joel precisa. Eles são forçados a enfrentar um enxame de Infectados, com David depois revelando ser o líder do grupo de caçadores que Joel e Ellie enfrentaram no Colorado. Ele permite que a menina vá embora, porém manda que seus homens a sigam e a sequestrem, levando-a de volta para seu assentamento onde revela a verdade sobre seu canibalismo. Ellie consegue escapar, porém David a prende dentro de um restaurante em chamas. Ele tenta estrangulá-la, porém ela consegue pegar uma machete e matá-lo brutalmente até Joel chegar e resgatá-la.
A postura física e os gestos de David foram especificamente projetados para sugerir uma natureza calorosa e carinhosa, fazendo com que os jogadores acreditassem que ele estava disposto em aceitar Ellie dentro de sua comunidade. North foi escolhido pela equipe para fazer o papel David, tendo anteriormente interpretado o protagonista Nathan Drake da série Uncharted. O ator imediatamente aceitou o trabalho ao ser abordado por Duckmann, gostando da diversidade em relação a seus papéis anteriores. North precisou alterar sua voz para se encaixar no papel. A primeira vez que ele propôs para o diretor de criação foi a que acabou escolhida como a versão final, algo que ele descreveu como "bem quieta ... e a voz pode quebrar um pouco". North abordou a personalidade de David de várias perspectivas, considerando o personagem um "sobrevivente". North sentiu empatia por David, afirmando que suas ações eram compreensíveis ao se considerar a situação apocalíptica. Ele sentiu que o personagem estava tentando proteger Ellie, que era vista como um "lampejo de esperança". David era chamado de "rei canibal" antes do roteiro ser escrito e sabia-se que Ellie encontraria um inimigo que a afetaria profundamente. A equipe achou interessante fazer do personagem alguém carismático e encantando pela menina quando North foi escalado.

### Riley
Riley Abel (Yaani King), a melhor amiga de Ellie que aparece em Left Behind. As duas meninas tornaram-se amigas no internato militar e em algum momento Riley foi embora para se juntar aos Vaga-Lumes. Tempos depois ela retorna e conversa com Ellie no quarto desta. As meninas vão até um antigo shopping, onde brigam sobre a revelação de Riley que esta irá ser designada para outra cidade. Ellie eventualmente apoia a decisão e as duas dançam juntas em uma loja, porém Ellie fica chorosa e implora para a amiga não ir embora. Riley decide permanecer e arranca suas chapas de identificação, com Ellie ficando emocionada e a beijando. As duas ponderam sobre como proceder, porém são atacadas por uma horda de Infectados.  Elas são mordidas e decidem viver suas últimas horas juntas.  Riley morre algum tempo depois, porém Ellie não.
King se preparou para o papel ao estudar a campanha um jogador de The Last of Us e a história em quadrinhos The Last of Us: American Dreams. Ela afirmou que Riley tinha "uma personalidade extremamente forte, muito direcionada e muito confiante para alguém de 16 anos". A atriz achou que Riley e Ellie tinham uma amizade muito próxima, precisando da outra para sobreviverem. Ela percebeu que ambas se importam uma com a outra e que podem confiar nessa relação. King também enxergou sua personagem como a mentora de Ellie, ajudando-a a descobrir novas perspectivas para o mundo.

### Sarah
Sarah (Hana Hayes), a filha de doze anos de Joel e a primeira personagem jogável  de The Last of Us. Ela presenteia o pai com um relógio por seu aniversário, sendo acordada durante a madrugada por sons de tumulto e por Tommy ligando para Joel. Este entra correndo em seu escritório, pega um revólver de uma gaveta e atira contra um vizinho que transformou-se em Infectado. Sarah foge de casa junto com o pai e tio, porém tem sua perna ferida em um acidente de carro, forçando Joel a carregá-la. Os dois encontram um soldado perto da cidade, que segue ordens e dispara contra eles. Sarah é fatalmente ferida e morre nos braços de Joel.
A equipe achou que a aparência física de Sarah deveria passar uma sensação autêntica, mostrando sua relação com Joel enquanto ao mesmo tempo a estabelecia como uma personagem distinta. Eles queriam estabelecer Sarah como "uma menina pé no chão que compartilha muitas qualidades com Ellie". Hayes achou que a relação entre Sarah e Joel "mais parecia melhores amigos do que pai e filha", citando a jocosidade e humor entre os dois. A atriz sentiu-se intimidada durante seu teste por causa de sua falta de experiência com interpretações para jogos eletrônicos. Ela achou difícil realizar suas falas em um estúdio de áudio, preferindo fazê-las com movimentos corporais, acreditando que o segundo meio era muito mais natural. Para a cena da morte de Sarah, Hayes se forçou a lembrar de experiências passadas de sua vida, como a morte de seu avô.

## Outros
| Personagem | Ator               | Detalhes |
| ---------- | ------------------ | --- |
| Robert     | Robin Atkin Downes | Um contrabandista de armas que deveria ter vendido um carregamento de armamentos para Joel e Tess. Em vez disso ele vendeu toda a mercadoria para os Vaga-Lumes, com Joel e Tess infiltrando-se em seu armazém, encontrando-o e matando-o. |
| Maria      | Ashley Scott       | A esposa de Tommy e cunhada de Joel. Maria e seu pai administravam um assentamento no Condado de Jackson pouco depois do surto da infecção. Ela se opõe a sugestão de Joel que Tommy escolte Ellie até os Vaga-Lumes por temer que seu marido ficará em perigo. Joel acaba mudando de ideia e segue sua jornada com Ellie, com Tommy retornando para casa com Maria. A equipe desejava que as roupas e trejeitos de Maria refletissem sua "natureza forte e ferozmente capaz". Scott originalmente fez teste para Tess; a equipe imediatamente encontrou em contato com a atriz assim que precisaram de alguém para interpretar Maria. |
| James      | Reuben Langdon     | O assistente de David. Ele estava caçando junto com David quando encontraram-se com Ellie, sendo ordenado a retornar para o assentamento pegar penicilina para trocar por um cervo. Ao voltar ele descobre que Ellie está apontado um rifle para David, porém recebe ordens de evitar quaisquer conflitos e Ellie acaba indo embora. James posteriormente ajuda David a segurar a menina em uma mesa depois desta ser capturada, porém ele a solta ao ouvir que ela está infectada com o fungo Cordyceps. Ellie aproveita-se da situação para matar James com uma facada no rosto. Druckmann achou que Langdon adicionou uma dinâmica entre James e David, em que há um certo conflito entre os dois personagens, mas ambos ainda se respeitam.                                                                   |
| Frank      | —                  | O ex-parceiro de Bill que se suicidou em uma casa ao se enforcar. Uma carta escrita por Frank antes de se suicidar revela que a paranoia cada vez maior de Bill e sua atitude inflexível fizeram com que eles terminassem sua relação, com Frank tendo a intenção de pegar uma bateria funcional, concertar um carro e escapar da cidade. |
| Ish        | —                  | Um sobrevivente nunca visto. É revelado através de uma série de cartas, bilhetes e diários encontrados dentro de um assentamento construído em um esgoto nos subúrbios de Pittsburgh que Ish era um pescador, tendo se abrigado no esgoto ao encalhar seu barco e depois aceitado alguns viajantes com crianças para viverem junto com ele. Os esgotos tornaram-se uma comunidade com o passar do tempo, porém tudo terminou quando uma horda de infectados atacou e matou muitos dos habitantes. Um último bilhete de Ish em uma casa próxima revela que ele conseguiu escapar junto com algumas pessoas. Leon Hurley do Kotaku chamou a história de Ish de "a lição mais difícil" aprendida em The Last of Us: Ish é uma pessoa melhor do que Joel, porém sua bondade fez com que outras pessoas fossem mortas. |

## Recepção
Os personagens foram aclamados pela crítica. Oli Welsh da Eurogamer achou que eles foram desenvolvidos com "muita paciência e habilidade", gostando de seu valor emocional. Richard Mitchell da Joystiq sentiu que as relações eram "genuínas" e emotivas. Andy Kelly da Computer and Video Games afirmou que eles eram "ricamente pintados", sentindo-se investido em suas histórias. Carolyn Petit da GameSpot afirmou que o sentimento de humanidade do jogo era refletido positivamente através de seus personagens. Tom Hoggins do The Daily Telegraph os chamou de "complexos" e "falhos", dizendo que eles ajudavam o jogo a manter "sua própria identidade".
As interpretações do elenco também foram elogiadas, com a Edge comentando que o roteiro melhorou como resultado. Welsh fez afirmações similares, dizendo que as performances eram "simpáticas e discretas". Colin Moriarty da IGN escreveu que a dublagem foi "consistentemente soberba", enquanto Matt Helgeson da Game Informer achou que os atores "transmitiram o pesado fardo emocional colocado sobre cada personagem". Jim Sterling da Destructoid afirmou que a dublagem foi "realizada impecavelmente", criando personagens "genuínos e críveis". Kirk Hamilton do Kotaku comentou que os atores "tem uma química incomum e atacam ferozmente seus personagens", elogiando o resultado dos materiais emocionais da história. Os dois atores principais foram premiados por suas performances: Baker venceu prêmios da Hardcore Gamer e Spike VGX, enquanto Johnson recebeu um Spike VGX, dois BAFTA Video Game Awards e um DICE Award.
Muitos críticos discutiram a representação das personagens femininas do jogo. Jason Killingsworth da Edge elogiou a falta de personagens sexualizadas, escrevendo que The Last of Us "oferece um antídoto refrescante ao sexismo e atitudes de gênero regressivas da maioria dos grandes jogos eletrônicos". Ellie Gibson da Eurogamer elogiou Ellie como "às vezes forte, às vezes vulnerável, mas nunca um clichê". Ela achou que a personagem foi inicialmente estabelecida como uma "dama em perigo", porém este conceito foi subvertido. Carolyn Petit da GameSpot elogiou as personagens femininas como moralmente conflituosas e simpáticas, porém escreveu que o gênero nos jogos eletrônicos deveria ser avaliado "baseado em seus verdadeiros méritos, não em relação a outros jogos". Chris Suellentrop do The New York Times reconheceu que Ellie era uma personagem amável e "às vezes poderosa", porém argumentou que título é "na verdade a história de Joel", afirmando que era "outro jogo eletrônico por homens, para homens, sobre homens". The Last of Us também foi elogiado pela representação de personagens LGBT. O beijo entre Ellie e Riley em Left Behind teve uma recepção positiva.